# El tango de la muerte
El tango de la muerte es una película argentina en blanco y negro de Argentina que se estrenó el 9 de abril de 1917, dirigida por José Agustín Ferreyra sobre su propio guion, protagonizada por María Reino, Margarita Piccini, Nelo Cosimi y Manuel Lamas.

## Comentarios
Ferreyra encuadra la película como “cinedrama de la vida bonaerense” –por porteña- en la cual, según Peña Rodríguez, “el bandoneón, el arrabal y la historieta congénere se citan en ese título y marcan inicialmente el tratamiento espiritual bien popular y suburbano de su carrera”.
El papel principal quedó, por imposición del productor Gumersindo Fernando Ortiz, a cargo de la tiple, actriz de teatro apodada “La Perchalera”, que encarna a una mujer a la que la miseria conduce por un camino de degradación hasta el inexorable final del cual el tango simboliza, a la vez, su condena y su liberación.

## Reparto
- María Reino …Margot
- Margarita Piccini …Jeannette
- Nelo Cosimi …El Pesao
- Manuel Lamas …Renard
- Pascual Demarco …El Malevo